# Franz Fiedler (Fotograf)
Franz Fiedler (* 17. März 1885 in Proßnitz, Österreich-Ungarn; †  5. Februar 1956 in Dresden) war ein Fotograf der Neuen Sachlichkeit.

## Leben
Franz Fiedler war Schüler von Hugo Erfurth, galt während der Fotografenlehre in Pilsen von 1901 bis 1904 als Exzentriker, war 1905 in Hamburg bei Rudolf Dührkoop (erneut 1912) und 1908–1911 bei Hugo Erfurth in Dresden Ateliermitarbeiter.
Bei der Weltausstellung 1911 in Turin gewann er einen ersten Preis, stellte 1913 in Prag aus und gehörte dort dem Kreis um Jaroslav Hašek und Egon Erwin Kisch an. Er heiratete 1916 in Dresden Erna Hauswald und bezog sein Atelier in der Sedanstraße 7. Seit 1919, gleichzeitig mit seiner Freundschaft zu Madame d’Ora, Dora Kallmus aus Wien, die wenig später nach Paris gehen sollte, begann er die Arbeit mit der 9x12-Klappkamera und war seit 1924 einer der ersten Berufsfotografen mit der Leica. Nach dem Atelierausbau 1925, nahm er 1929 an der Ausstellung film und foto in Stuttgart teil.
Das Dresdner Adressbuch verzeichnete ihn 1943/1944 in der Uhlandstraße und seine Geschäftsräume in der Sedanstraße 2.
Einen bedeutenden Wendepunkt stellte die Publikation über die Stadt Dresden im Geist der Neuen Sachlichkeit, einer der ersten topografischen Bildbände, die nach den Prinzipien der neuen Fotografie entstanden sind, dar.
Fiedlers Atelier wurde am 13. Februar 1945 zerstört; lediglich eine Kiste mit Ausstellungsaufnahmen, die er bei seiner Familie vor den Kriegswirren in der Mähren eingestellt hatte, ist erhalten geblieben. Nach 1945 hatte er kein eigenes Atelier mehr und lebte als Verfasser von Fotohandbüchern in der DDR. Zu seinen Schülerinnen und Schülern gehörten Kurt Heine, Annelise Kretschmer, Li Naewiger und Nelly.